# Patagioenas
Patagioenas — рід голубоподібних птахів родини голубових (Columbidae). Представники цього роду мешкають в Америці. Традиційно їх відносили до роду Голуб (Columba), однак за результатами молекулярно-філогенетичного дослідження буди переведені до відновленого роду Patagioenas. Дослідження показало, що американські голуби є базальними в кладі, що включає голубів (Columba) і горлиць (Streptopelia).

## Види
Рід містить 17 видів:
- Голуб карибський (Patagioenas leucocephala)
- Голуб пурпуровошиїй (Patagioenas squamosa)
- Голуб строкатий (Patagioenas speciosa)
- Голуб аргентинський (Patagioenas picazuro)
- Голуб білокрилий (Patagioenas corensis)
- Голуб парагвайський (Patagioenas maculosa)
- Голуб каліфорнійський (Patagioenas fasciata)
- Голуб чилійський (Patagioenas araucana)
- Голуб ямайський (Patagioenas caribaea)
- Голуб рожевошиїй (Patagioenas cayennensis)
- Голуб жовтодзьобий (Patagioenas flavirostris)
- Голуб перуанський (Patagioenas oenops)
- Голуб антильський (Patagioenas inornata)
- Голуб сірошиїй (Patagioenas plumbea)
- Голуб коста-риканський (Patagioenas subvinacea)
- Голуб короткодзьобий (Patagioenas nigrirostris)
- Голуб малий (Patagioenas goodsoni)

Відомий також викопний вид Patagioenas micula, який мешкав на території США в ранньому пліоцені.

## Етимологія
Наукова назва роду Patagioenas походить від сполучення слів дав.-гр. παταγη — гриміти, гуркотіти і οινας — голуб.